# Ibarra (geslacht)
Ibarra is een geslacht van hooiwagens uit de familie Gonyleptidae.
De wetenschappelijke naam Ibarra is voor het eerst geldig gepubliceerd door Roewer in 1925. 

## Soorten
Ibarra is monotypisch en omvat slechts de volgende soort:
- Ibarra festae